# Batken
Batken je město v Kyrgyzstánu, která se nachází na jižním okraji Ferganské kotliny. Je správním městem Batkenské oblasti. Žije zde přibližně přibližně 28 tisíc obyvatel.
Název města pochází ze sogdštiny a znamená v překladu „město větru“. Správním městem Batkenského regionu je od jeho vzniku v roce 1999. Nedaleko města se nachází Letiště Batken, které nabízí přímé lety do hlavního města Biškeku. V roce 2000 ve městě vznikla i menší veřejná univerzita. Město leží v oblasti s podnebím, které lze označit jako hraniční mezi středomořským a vlhkým kontinentálním. 
Během přeshraničních střetů s Tádžikistánem v roce 2022 bylo ve městě a jeho okolí poškozeno nebo zničeno přes 400 budov, škody byly způsobeny ostřelováním města.